# Richard Kybic
Richard Kybic (1. prosince 1949 – 12. května 2003) byl český rockový kytarista, zpěvák a skladatel. Známý je především svým účinkováním ve skupinách Bumerang a Turbo.
V roce 1974 nastoupil s Jiřím Langem a Jiřím Šindelářem k dvojici Vladimír Nový a Radek Křemenák do skupiny Bumerang. Ten se dostal do širšího povědomí společným účinkováním s Petrou Janů. V roce 1981 založil rockovou skupinu Turbo, se kterou vystupoval až do roku 1989. V letech 1985 až 1988 se umístil na 2. a 3. místě v anketě Zlatý slavík.
V roce 1999 skupina Turbo obnovila svou činnost. Zahráli si v plzeňském Lochotíně společně s kapelami Slade a Uriah Heep. 
Nové CD se rodí v létě 2001 ve studiu Vintage v Praze a má název „Jsou stále v nás“. Skladbu „Ptáků se ptej“ bere do vysílání jak Nova tak Prima, u Kybiců se točí Prásk, všechno se zdá být na nejlepší cestě k novému úspěchu. Na Richardovi se začíná projevovat podivná únava, začíná zapomínat texty, ale řeší se to vtipem o padesátiletých skleroticích. V první půlce roku 2002 se zdravotní problémy Richarda prohlubují, je stále unavenější, hubne… 
Na jaře mu umírá otec na rakovinu mozku a v květnu se potvrzuje krutá skutečnost, Richard trpí tou samou nemocí. Koncerty jsou odloženy na neurčito, následuje první operace a po ní kruté zjištění, nádor se obnovil. Zkouší se všechny možné alternativní metody, další operace, ale nic nezabírá. 
Na konci léta začíná proces chemoterapie a ozařování, ale nemoc stále vítězí. Jirka Lang stojí před problémem co dál. Hospodu mu decimuje povodeň a i ostatní kluci z kapely už mají hraní v Turbu jako hlavní džob. 
V srpnu je jasné, že vrátí-li se Richard do kapely, nebude už moci zpívat, proto se s Jirkou domlouvají, že se pokusí najít náhradu.
V roce 2003 Kybic umírá na rakovinu. Je pohřben v Čechticích u Vlašimi, vedle hrobu Jiřího Šindeláře. EMI s nabídkou vydání nového alba Turba s Richardovou hudební pozůstalostí. Smlouva je podepsána, nová éra kapely Turbo začíná…